# Le Piège des apparences
Le Piège des apparences (The Perfect Roommate) est un téléfilm canadien réalisé par Curtis Crawford, diffusé sur The Movie Network, aux États-Unis le 12 septembre 2011 sur Lifetime et en France sur TF1.

## Synopsis
Ashley, fille d'un riche entrepreneur, choisit de subvenir seule à ses besoins pendant ses études. Elle doit donc travailler dans un bar où elle y rencontre son petit ami, Matt, ainsi que Carrie, une collègue plus âgée, avec qui le courant passe très bien. Lorsque Carrie se fait expulser de son logement, Ashley lui propose de l'héberger. Rapidement, on découvre que le but de Carrie est de rencontrer son père et qu'elle et son amie Paula ont un plan bien précis. Mais en fait, qui est vraiment Carrie ? Quel est son but ?

## Fiche technique
- Titre original : The Perfect Roommate
- Réalisation : Curtis Crawford
- Scénario : Christine Conradt
- Durée : 89 minutes
- Pays :  Canada

## Distribution
- Boti Ann Bliss (VF : Céline Ronté) : Carrie Remington
- Ashley Leggat : Ashley Dunnfield
- William R. Moses : Richard Dunnfield
- Jon McLaren (en) : Matt Wilson
- Peter Gray : Kyle Perris
- Cinthia Burke : Anna Prieto
- Peter Dillon : Marty Remington
- Sean Tucker : Inspecteur York
- Trie Donovan : Paula Wickless
- Christie Watson : Ethan Wilson
- Luigi Saracino : Sans-abri
- Charles Ebbs : Client du bar
- Sophie Gendron : Renee
- Tim Finnigan : Roland Remington
- Florence Moore : Voisine
- Robert Welch : Pompiste
- Daniel Simpson : John le concierge
- Ken Proulx : Shérif Hansen
- Dan Demarbre : Serveur